# Michael Dogbe
Michael Dogbe (Parsippany-Troy Hills, 5 maggio 1996) è un giocatore di football americano statunitense che milita nel ruolo di defensive end per gli Arizona Cardinals della National Football League (NFL).

## Carriera professionistica

### Arizona Cardinals
Dogbe fu scelto nel corso del sesto giro (249º assoluto) del Draft NFL 2019 dagli Arizona Cardinals. Debuttò come professionista subentrando nella gara della settimana 5 contro i Cincinnati Bengals senza fare registrare alcuna statistica. La sua stagione da rookie si chiuse con 5 tackle in 8 presenze, nessuna delle quali come titolare.